# Кумановска контрачета
Кумановската контрачета е чета, създадена с помощта на българските власти във Вардарска Македония с цел борба срещу комунистическите партизани.
Наброява около 30 контрачетници, а начело на четата е войводата на ВМРО Кръстю Лазаров. Четата действа в района на Кумановско.